# Emilie Agnes Reuß zu Schleiz
Emilie Agnes (auch Aemilia Agnes, u. ä.; * 11. August 1667 in Schleiz; † 15. Oktober 1729 in Drehna, Niederlausitz, Kurfürstentum Sachsen) war durch Heirat Gräfin von Promnitz auf Sorau und Triebel und Herzogin von Sachsen-Weißenfels-Dahme. Sie besaß die Herrschaft Drehna und die Stadt Vetschau.

## Leben
Emilie Agnes war eine Tochter von Graf Heinrich I. Reuß zu Schleiz und Esther von Hardegg auf Glatz. 1682 heiratete sie Graf Balthasar Erdmann von Promnitz auf Sorau und Triebel. Sie brachte wahrscheinlich pietistische Einflüsse in die Familie mit, worauf der Schulbesuch zweier Söhne in Halle deutet. 1703 starb ihr Ehemann Balthasar Erdmann, 1709 kaufte sie von ihrem Sohn Friedrich die Herrschaft Drehna.
Emilie Agnes heiratete 1711 den sechs Jahre jüngeren Herzog Friedrich von Sachsen-Weißenfels-Dahme. Mit ihrer finanziellen Unterstützung konnte dieser sein Residenzschloss in Dahme aufwändig umbauen lassen. Friedrich starb bereits 1715 kurz vor Fertigstellung der Umbauten. Emilie Agnes nahm zunächst ihren Witwensitz in Dahme, verkaufte aber 1719 das Schloss und zog sich nach Drehna zurück. 1721 erwarb sie die Stadt Vetschau von Christian Dietrich von Schlieben und ließ das dortige Renaissanceschloss umfangreich umbauen.
Nach ihrem Tod 1729 ging die Herrschaft Drehna an ihren Enkel Balthasar Friedrich und Vetschau an ihren Sohn Erdmann.

## Ehen und Nachkommen
Aus der Ehe mit Balthasar Erdmann von Promnitz gingen hervor:
- Erdmann II. von Promnitz (1683–1745), Freier Standesherr von Pleß, Herr von Sorau, Triebel usw.
- Friedrich von Promnitz (1684–1712), Herr von Drehna und Halbau; (Vater von Balthasar Friedrich (1711–1744))
- Heinrich von Promnitz (1686–1700)
- Esther Maximiliane Elisabeth von Promnitz (1687–1701)
- Philippine Henriette Theresia von Promnitz (1689–1689)

Die Ehe mit Herzog Friedrich von Sachsen-Weißenfels-Dahme blieb ohne Nachkommen.